# Parti conservateur libre
Pour les articles homonymes, voir FKP.
Le Parti conservateur libre (Freikonservative Partei ou FKP) était un parti politique de l'Empire allemand dont les membres étaient originaires principalement de Prusse et en particulier de Silésie. Sur le plan politique, il se situait entre le parti conservateur allemand et le parti national-libéral. Parti faiblement structuré et modéré, il sert de ciment aux grandes coalitions. Après la Première Guerre mondiale la plupart de ses membres rejoignirent le Parti national du peuple allemand. 

## Parti
| Année        | %    | Sièges   |
| ------------ | ---- | -------- |
| février 1867 |      | 39 / 297 |
| août 1867    |      | 34 / 297 |
| 1871         | 8,9  | 39 / 382 |
| 1874         | 7,2  | 32 / 397 |
| 1877         | 7,9  | 38 / 397 |
| 1878         | 13,6 | 57 / 397 |
| 1881         | 7,4  | 28 / 397 |
| 1884         | 6,9  | 28 / 397 |
| 1887         | 9,8  | 42 / 397 |
| 1890         | 6,7  | 20 / 397 |
| 1893         | 5,7  | 28 / 397 |
| 1898         | 4,4  | 22 / 397 |
| 1903         | 3,5  | 21 / 397 |
| 1907         | 4,2  | 24 / 397 |
| 1912         | 3,0  | 14 / 397 |

Le parti fut fondé en 1867 sur les bases de l'union des conservateurs libre (Freikonservative Vereinigung) menée par Eduard Georg von Bethusy-Huc (de). Elle-même fut le fruit de la scission du parti conservateur prussien en 1866 qui suit le conflit constitutionnel prussien. Il soutint la politique d'unification de l'Allemagne d'Otto von Bismarck et était constitué avant tout de Junker des parties orientales du royaume de Prusse et de fonctionnaires de hauts rangs. Parmi ses membres on comptait le propriétaire terrien Wilhelm von Kardorff (de), l'industriel Carl Ferdinand von Stumm-Halberg, le professeur de Droit  Heinrich von Achenbach, le fermier Karl Rudolf Friedenthal, le prince Hermann von Hatzfeldt, l'ambassadeur à Londres en 1914 Karl Max von Lichnowsky, le diplomate Willibald von Dirksen (de), le premier président de la banque fédérale d'Allemagne Hermann von Dechend (de), le juriste défenseur des intérêts des propriétaires Johann Viktor Bredt, les généraux prussiens Hans von Beseler et Eduard von Liebert tout comme les historiens Hans Delbrück et Otto Hoetzsch (de).
Au niveau national le parti s'appela dès 1871 Deutsche Reichspartei. Il était considéré comme étant le parti de la haute noblesse, des ministres et des diplomates disposant déjà d'un grand prestige et d'une grande assise politique. Il soutient avec conviction la politique du Kulturkampf, menée à l'encontre des catholiques, et les lois antisocialistes du chancelier Bismarck. En 1878, il joua un rôle moteur dans l'adoption des nouveaux tarifs douaniers protectionnistes avec à sa tête Wilhelm von Kardorff. De 1887 à 1890, il faisait partie des partis du cartel, la grande alliance politique de droite formée aux élections législatives de 1887 entre les conservateurs et les nationaux-libéraux créée afin de soutenir Otto von Bismarck dans sa politique pour le septennat. Le parti était un élément clé de ces grandes alliances malgré sa représentation relativement faible au parlement. Il sert souvent de médiateur étant un parti pragmatique et prêt au compromis. On décrivait en Allemagne ce soutien sans concession de « Bismarck sans phrase » (en français dans le texte).

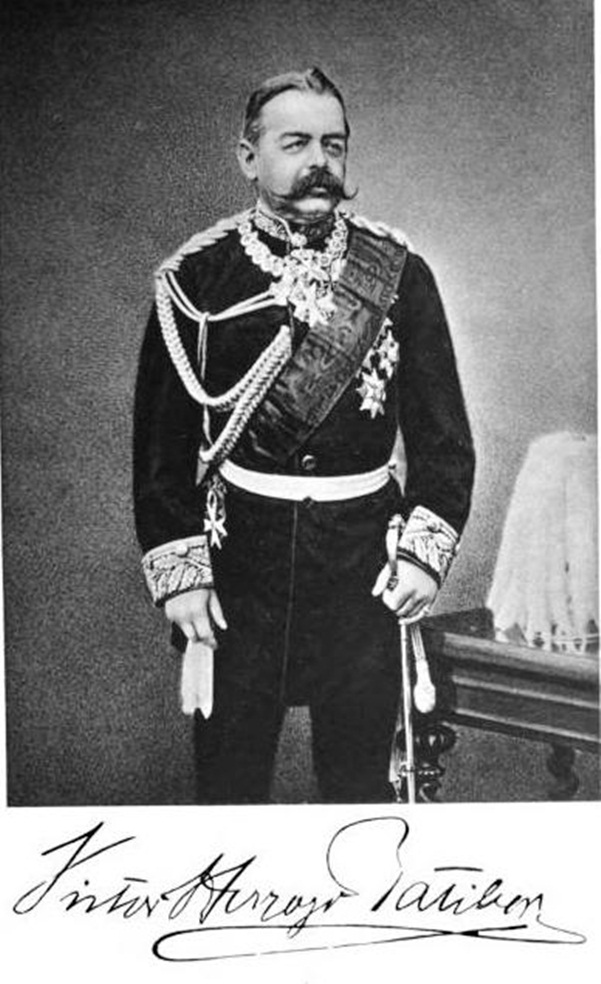
Victor Ier de Hohenlohe-Ratibor, cofondateur du parti

Le parti était également présent en Silésie avec beaucoup de membres issus de la grande noblesse comme Hugues de Hohenlohe-Öhringen, Victor Ier de Hohenlohe-Ratibor ou Jean-Henri XI d'Hochberg, à noter également que des catholiques y étaient membres. Il y avait aussi des industriels.
Le parti était peu organisé, seuls ses groupes parlementaires au Reichstag et au parlement prussien le structuraient. Pour coordonner ces deux groupes, un comité fut mis en place en 1870 dont l'activité était assez minimaliste et qui ne disposait que d'une personne permanente assignée dans un bureau de Berlin. Avant 1890, le parti ne disposait pas non plus d'un président officiel, la première assemblée générale eut lieu à Breslau en 1906 et à partir de 1907 fut mise en place une association électoraliste, possédant un comité directeur et un président, pour structurer le parti. Le comité de coordination disparut peu avant le parti.
Le journal du parti était Die Post (de), qui en 1910 se rapprocha de la ligue pangermaniste et se mit à critiquer le gouvernement.
Pendant la période dite du wilhelminisme, le parti soutint activement la politique coloniale de l'empire, ce qui se matérialisa notamment lors des votes pour la construction d'une flotte de guerre puissante et pour la poursuite d'une politique mondiale. Après Stumm-Halberg et Kardorff les plus importants hommes politiques du parti étaient Octavio von Zedlitz-Neukirch (de), originaire de Silésie, et le Junker Karl von Gamp-Massaunen (de). Des membres du parti fondèrent la fédération impériale contre la social-démocratie (de). Entre 1906 et 1909, le parti faisait partie du Bülow-Block une alliance électorale conclue en 1907 autour du chancelier Bernhard von Bülow. Adolf Grabowsky, qui était partisan d'un conservatisme réformé, essaya en 1912 de fonder un parti populaire conservateur par le moyen d'un hebdomadaire Das neue Deutschland - Wochenschrift für konservativen Fortschritt, mais ce fut un échec. Pendant la Première Guerre mondiale le parti soutint les objectifs expansionnistes, refusa la proposition de paix de 1917, combattit le parlementarisme de la nouvelle constitution et à quelques exceptions près (Bredt) la réforme du système des trois classes. Il soutint également le parti de la patrie allemande. Le parti était à l'époque constitué d'une élite traditionnelle et favorable au gouvernement et d'une aile radicale pangermaniste composée de la petite bourgeoisie.

## Fin
La plus grande partie de ses membres rejoignirent le Parti populaire national allemand (DNVP) en 1918. D'autres membres allèrent dans les rangs du Parti populaire allemand (DVP). Le général Liebert rejoignit le NSDAP en 1929.

### Sur le sujet
- (de) Volker Stalmann, Die Partei Bismarcks. Die Deutsche Reichs- und Freikonservative Partei 1866 bis 1890, Dusseldorf, Droste, 2000, 544 p. (ISBN 3-7700-5226-9)
- (de) Matthias Alexander, Die Freikonservative Partei 1890–1918. Gemäßigter Konservatismus in der konstitutionellen Monarchie, Dusseldorf, Droste, 2000, 421 p. (ISBN 3-7700-5227-7)
- (de) Bernd Haunfelder, Die konservativen Abgeordneten des Deutschen Reichstags 1871-1918. Ein biographisches Handbuch, Münster, Aschendorff Verlag, 2009
- (de) Thomas Nipperdey, Die Organisation der deutschen Parteien vor 1918, Dusseldorf, Droste Verlag, 1961, p. 241-264
- (de) Thomas Nipperdey, Deutsche Geschichte, t. 2 : 1866–1918. Machtstaat vor der Demokratie, Munich, C. H. Beck, 1992, 948 p. (ISBN 3-406-34801-7, lire en ligne), p. 337

### Connexe
- (de) Volker Stalmann et Lothar Gall, Regierung, Parlament und Öffentlichkeit im Zeitalter Bismarcks. Politikstile im Wandel., Paderborn, Schöningh, 2003 (ISBN 3-506-79223-7), « Die konservativen Parteien (1867–1918). »